# ラヴァル (ケベック州)
ラヴァル（またはラバル、仏: Laval [laval] ( 音声ファイル)、英語: [ləˈvæl]）はケベック州の都市。モントリオールの郊外にあり、モントリオール最大の衛星都市。ラヴァル市単独でケベック州の地方行政区の1つにも区分される。人口は422,993人（2016年）でカナダで13位。モントリオール大都市圏の構成自治体である。1965年にジェス島の自治体と合併してラヴァル市が誕生した。

## 地理

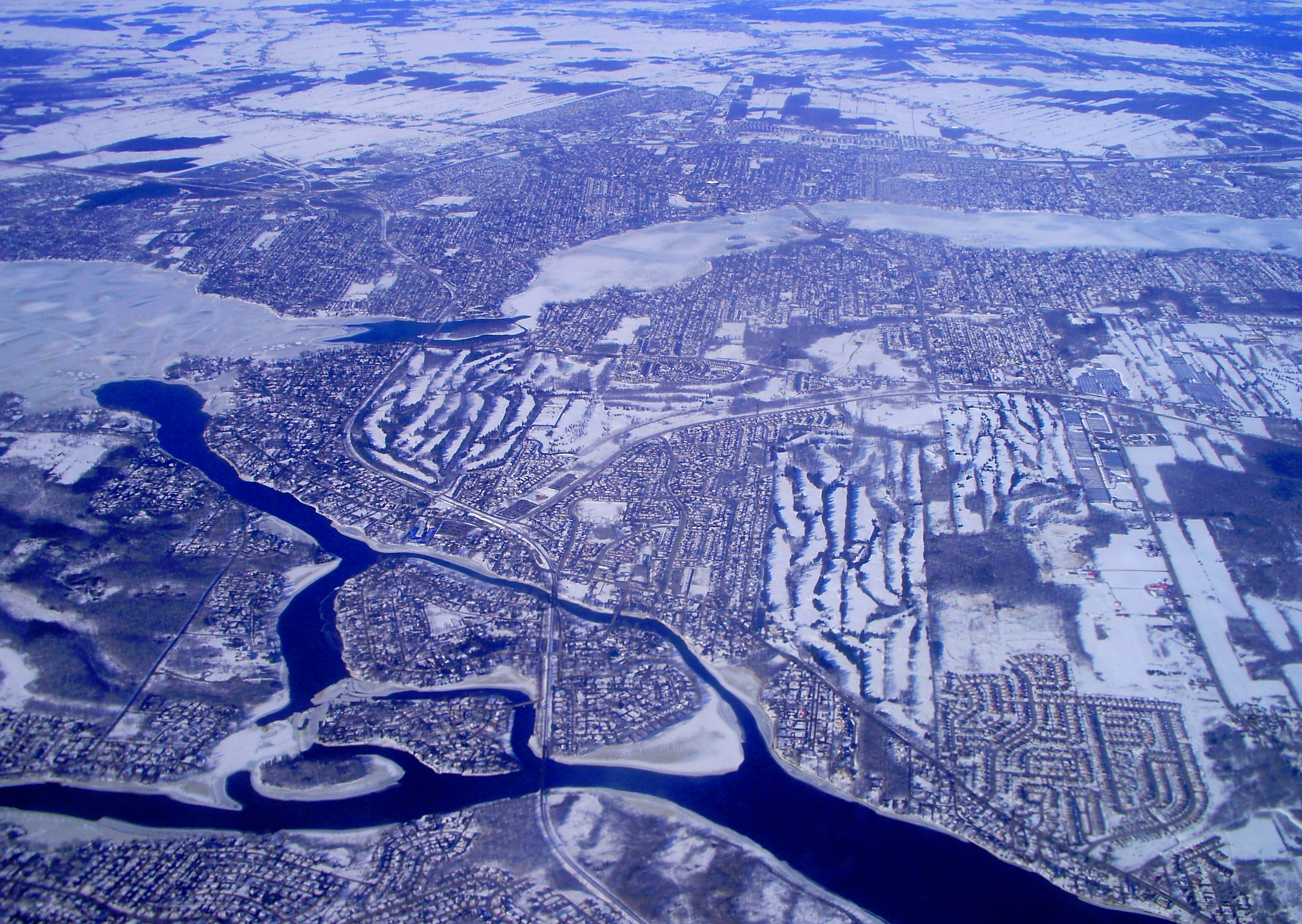
ラヴァル市衛星写真

モントリオール島から北西、プレリー川を挟んだ対岸にあるジェス島にラヴァルはあり、ジェス島全域とラヴァル諸島（ビグラ島、パリゾー島、ロンド島、ヴェルト島）がラヴァル市の領域となっている。

## 人口動態
| 母語話者（ラヴァル）2016 | 母語話者（ラヴァル）2016 | 母語話者（ラヴァル）2016 | 母語話者（ラヴァル）2016 | 母語話者（ラヴァル）2016 |
| ------------------------ | ------------------------ | ------------------------ | ------------------------ | ------------------------ |
|                          |                          |                          |                          |                          |
| フランス語               | フランス語               |                          | 56.80%                   | 56.80%                   |
| 英語                     | 英語                     |                          | 7.25%                    | 7.25%                    |
| その他                   | その他                   |                          | 31.39%                   | 31.39%                   |

国勢調査によると、2016年の人口は422,993人と2011年に比べて5.3%の人口増加率を記録した。昔からの移民はイタリア系やギリシャ系が主流であったが近年の移民はほとんどがレバノンやモロッコ、ハイチなどのフランス語圏や中南米諸国からの移民で占められる。2016年の国勢調査によると人種は78.7%（2011年）が白人、黒人が7.8%で非白人の有色人種が26.1%を占めている。アラブ系は8.2%、中南米系は3.1%を占め、共にカナダの人口10万人を超える都市の中ではモントリオールに次いで多くなっている。
住民の母語は2016年統計によるとフランス語が56.80%を占め大多数を占めており、英語は7.25%、その他31.39%とその他の割合が増加している。その他の内訳はアラビア語、イタリア語、ギリシャ語、スペイン語、アルメニア語、ハイチ・クレオール語、ルーマニア語、ポルトガル語の順となっており多言語多民族都市となっている。

## 交通

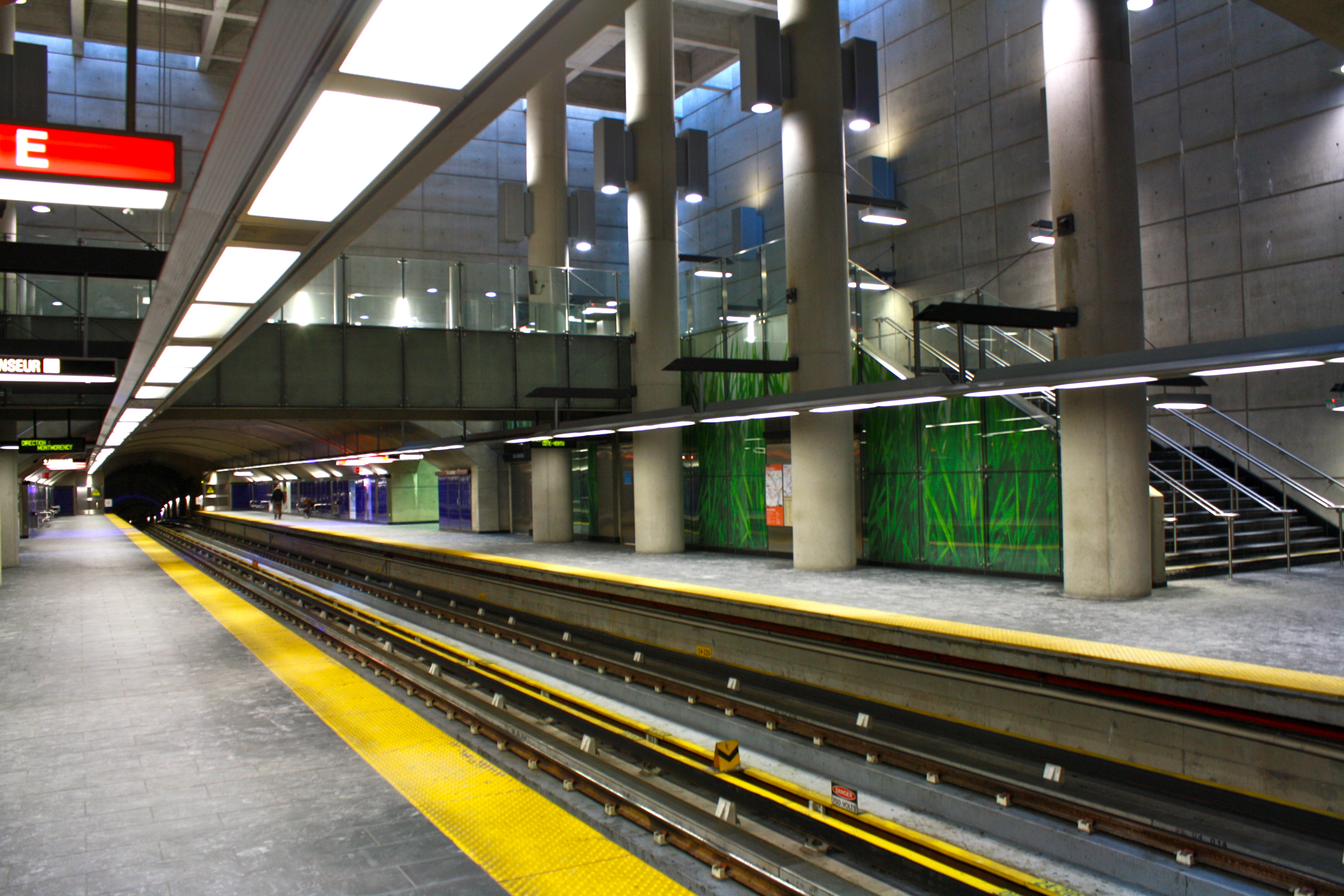
地下鉄DeLaConcorde駅

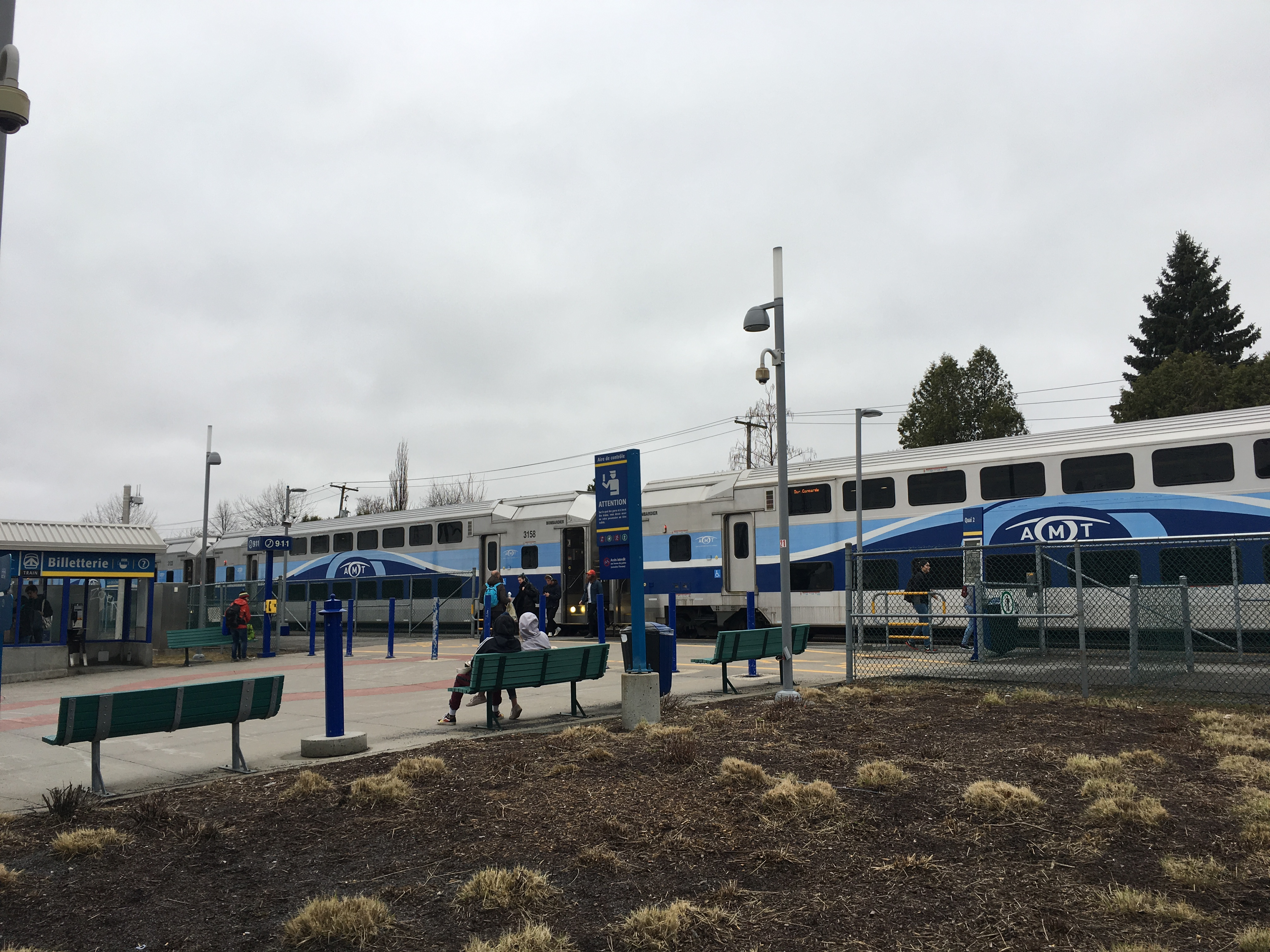
郊外列車DeLaConcorde駅

モントリオール島とは7つの橋で結ばれている他、地下鉄と近郊列車が運行されている。市内のバス路線はSTL（Société de transport de Laval）によって運行されている。

### 鉄道
モントリオール地下鉄のオレンジラインが2007年にモンモランシー駅（Montmorency）まで延伸開通し、3つの駅があり、さらなる延伸が計画されている。また、郊外列車（RTM）の2路線が運行されており、市内には鉄道駅が5つ設置されている。
De La Concorde駅が地下鉄と郊外列車の乗換駅となっている。
- RTM
  - ドゥ・モンターニュ線（Île-Bigras駅、Sainte-Dorothée駅）
  - サンジェローム線（De La Concorde駅、Vimont駅、Sainte-Rose駅）

- モントリオール地下鉄
  - オレンジライン（Cartier、De La Concorde駅、Vimont駅、Montmorency駅）

## スポーツ
市内には2017年に完成したプラス・ベルというラヴァル・ロケットというアメリカン・ホッケー・リーグ（AHL）所属のアイスホッケーチームが使用するアリーナがあり、スケートカナダ等のフィギュアスケートの国際大会の会場としても使われている。

## ショッピングモール
- カルフール・ラヴァル - モントリオール都市圏最大のモール
- センター・ラヴァル

## 教育
- モントリオール大学(ラヴァルキャンパス)
- ケベック大学モントリオール校(ラヴァルキャンパス)
- en:Collège Montmorency
- en:CDI College

## 姉妹都市
- ニース（フランス・アルプ＝マリティーム県） - 2000.6.9
- ラヴァル（フランス・マイエンヌ県） - 1984
- ペタフ・ティクヴァ（Petah Tikva） （イスラエル） - 1986
- 牡丹江　中華人民共和国 -2001
- パドヴァ　イタリア -2011